# Filipki Małe
Filipki Małe – wieś w Polsce położona w województwie podlaskim, w powiecie kolneńskim, w gminie Kolno.
W okresie międzywojennym stacjonowała tu placówka Straży Celnej „Filipki Małe”.
W latach 1975–1998 miejscowość administracyjnie należała do województwa łomżyńskiego.
Wierni kościoła rzymskokatolickiego należą do parafii Zwiastowania Najświętszej Maryi Panny w Lachowie.